# La Villeneuve (Grenoble)

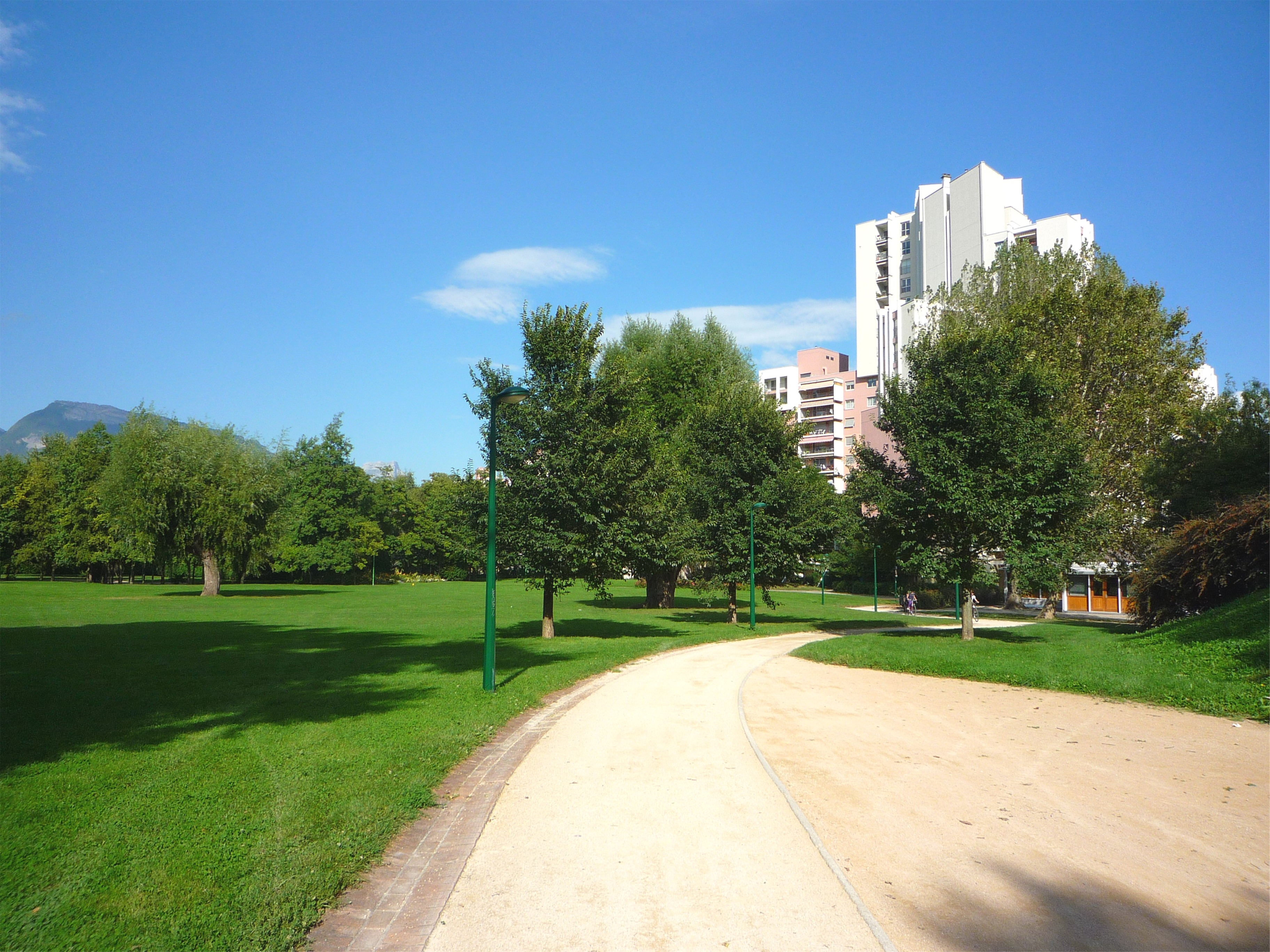
Parque Jean-Verlhac, em Villeneuve

La Villeneuve é um grande empreendimento habitacional situado entre a porção sul de Grenoble e a comuna de Échirolles, no departamento de Isère, na França.

## História
Foi projetado pelo escritório Atelier d'urbanisme et d'architecture (AUA), entre 1970 e 1983, na Zona de Urbanização Prioritária Villeneuve Grenoble-Echirolles, uma área de 300 hectares, onde também viria a se inserir a Vila Olímpica de Grenoble, concebida pelo arquiteto Maurice Novarina para os Jogos Olímpicos de Inverno de 1968.
Villeneuve foi a maior operação urbana já realizada na aglomeração urbana de Grenoble e, por isso mesmo, suscitou grande interesse e muita polêmica. Idealizada pela coalizão municipal do prefeito socialista Hubert Dubedout e pelos Grupos de Ação Municipal (GAM), no rastro do Partido Socialista Unificado (PSU), a operação foi muito mediatizada nos anos 1970, até se tornar um símbolo da arquitetura pós-68, período em que se desenvolveram vários experimentos sociais. Arlequin, o primeiro bairro construído, reunia 2 200 unidades habitacionais, das quais 920 unidades eram de interesse social.
Muitos artistas, militantes e intelectuais trabalharam, filmaram, pintaram ou escreveram sobre Villeneuve, dentre os quais Sergio Ferro, Jean-Luc Godard, Gilles Lipovetsky, Kateb Yacine, Ernest Pignon-Ernest, a cooperativa dos Malassis, Jean Verlhac, Guy de Rougemont, Henri Ciriani, Michel Corajoud et Jean-François Augoyard.
Villeneuve emergiu diretamente da inquietação social que se seguiu à insurreição estudantil de maio de 1968. Pessoas comprometidas com mudanças sociais pretenderam criar um bairro altamente autônomo, com prédios de apartamentos, parques, escolas e serviços locais e de saúde, na cidade de Grenoble (c. 160 mil habitantes). O empreendimento foi uma cuidadosa mistura de empreendimentos habitacionais privados e públicos, incluindo apartamentos subsidiados para famílias de baixa renda, com postos de serviços públicos municipais e uma administração de bairro que cuidariam dos espaços públicos e atenderiam aos residentes, oferecendo serviços de construção ou reforma, manutenção hidráulica e pintura a custos moderados.
Por sua importância, em termos arquitetônicos e urbanístico, Villeneuve foi  declarada "Patrimônio do Século XX", pelo Ministério da Cultura da França.
Mas o sonho utópico de uma nova comunidade urbana lentamente degradou-se. Quando decidiu construir La Villeneuve, a municipalidade de Grenoble solicitou, aos arquitetos, que previssem longos corredores ligando os apartamentos aos elevadores e galerias, de forma que as pessoas se encontrassem. Cada corredor terminaria num espaço destinado a reuniões, associações e ateliês. Assim foi feito. Todavia, esses espaços foram logo tomados por atividades contrárias à moral clássica e acabaram sendo fechados.
Atualmente, é objeto de um projeto de renovação urbana lançado em 3 de julho de 2008. Apesar dos protestos  e da  organização dos habitantes numa "oficina popular de urbanismo", uma parte da renovação urbana foi realizada, o que levou a demolições de imóveis no bairro do Arlequin.
Em 2010, Villeneuve foi palco de violentos incidentes, que foram muito mediatizados em todo o mundo.